# MG 42
42호 범용 기관총(독일어: Universal-Maschinengewehr Modell 42; MG 42 우니베르잘 마쉬넨게베어 모델 츠바이운트피어지흐스테; 엠게 츠바이운트피어지흐스테[*])은 제2차 세계 대전 중에 개발된 독일군의 기관총이다. 7.92 x 57 mm 마우저 탄을 사용하며, 쇼트 리코일 방식으로 동작한다. MG 34를 대체하기 위해 개발되었으나, 전쟁이 끝날 때까지 MG 34와 MG 42는 모두 생산되어 사용되었다.
MG 42는 분당 1,200발로 단일 총열을 사용하는 기관총들 가운데 매우 빠른 발사속도를 가진 것으로 기록된다. 또한 MG 42는 가격이 쌌고 내구력이 견고하고 신뢰성이 높았으며, 간단하고 사용이 용이했다. 경기관총 또는 분대지원화기로 사용될 뿐 아니라 삼각대 위에 얹으면 중기관총, 대공 조준장치를 부착하여 대공기관총으로 전차와 장갑차에 탑재되어 차재 기관총으로도 활용 가능한 다목적 기관총(GPMG)이다.

## 개발
독일군은 제2차 세계 대전이 시작된지 3년 후인 1942년에 MG 34 기관총을 대체할 목적으로 MG 42를 개발했다. MG 34는 대체로 만족스러운 기관총이었으나 가혹한 환경의 먼지나 진흙 등에 취약한 면이 있었고, 생산 공정이 복잡해서 단가가 높아 전시 생산에는 부적합했다.
MG 42의 생산성을 향상시키기 위해서는 대책이 필요로 했다. 몇몇 프로토타입들이 등장했으며 이중 '메탈 운트 락키에르바렌파브리크 요하네스 그로스푸스 AG'(Metall und Lackierwarenfabrik Johannes Grossfuss AG)社의 프로토타입 기관총 안이 MG 42로 결정되었다.

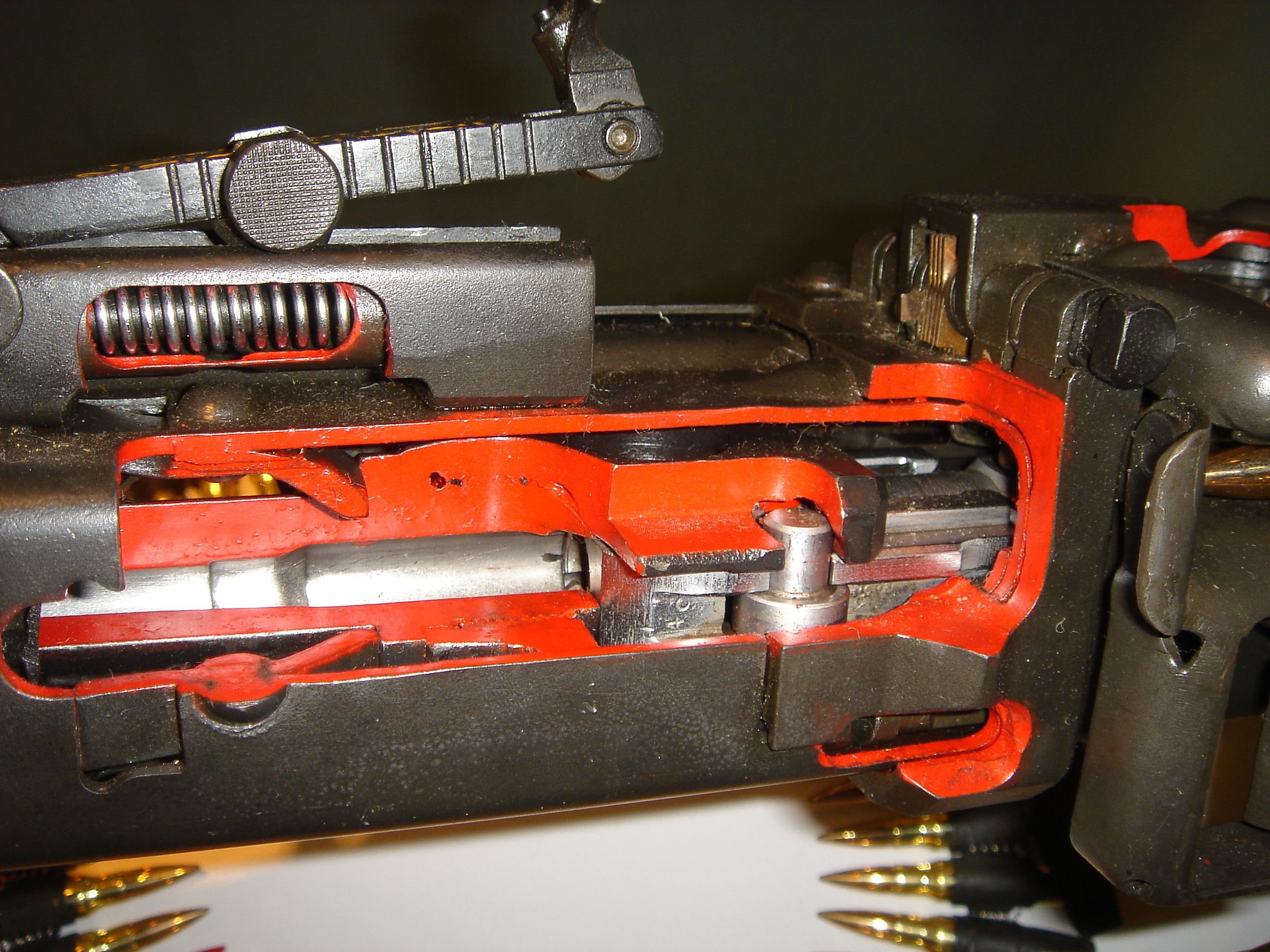
MG 42의 기관부 내부구조

MG 42는 구조가 복잡하여 고장이 잦고 생산효율도 낮았던 MG 34의 문제 해결에 중점을 두었으며 설계사상은 단순했다. 이러한 조건을 만족하기 위해 MG 42는 볼트 록킹 시스템(bolt locking system)을 적용해 심한 오염에도 작동하는 높은 신뢰성을 가질 수 있었다.
또한 싼 생산단가와 빠른 생량속도를 그로스푸스AG社는 프레스 공법으로 해결하였다. MG 42는 철강을 정밀하게 가공해야 했기 때문에 오랜 시간과 많은 원자재가 들었으며 무엇보다도 값이 비쌌지만, 독일은 공업계에 있어 프레스 공법의 선두주자였고, 이 공법은 철판을 찍어내는 방식이었기 때문에 보다 빠르고 효율적이었던 것이다.

## 생산
이렇게 MG 34 기관총을 한 정 제작하는데 150시간이 소요되던 반면에 MG 42 기관총은 75시간에 한 정을 제작할 수 있었다. MG 34보다 생산성을 무려 두 배나 끌어올린 것이며 327 제국마르크(RM)에 달하던 제작단가 또한 250 제국마르크로 줄일 수 있었던 것도 매우 특기할 만하다.
본격적으로 MG 42를 생산하기 전 1941년, MG 42는 MG 34기관총을 기초로 해 MG34/41이라는 모델명으로 1,705정이 시험 제작되었다. 동부전선에 보내는 등의 몇몇 테스트를 거쳐 외형이 완전히 새롭게 설계된 MG 39가 제작되었으며 1942년에 약간의 개량을 통해 MG 42로 개명되었다. MG 34와 많은 부품을 공용하여 유지보수가 쉬웠으며 부품은 더 싼 것들을 이용하였지만 완성된 프로토타입은 기존 MG 34보다 더 신뢰성이 높고 견고하였다.
1942년부터 MG 42란 이름으로 본격적인 생산에 들어갔다. 마우저-베르케(Mauser-Werke)社와 구스트로프-베르케(Gustloff-Werke)社에서 중심적으로 MG 42를 생산해 1942년 17,915 정, 1943년 116,725 정, 1944년 211,806 정, 1945년 61,877 정 도합 40만 정 이상이 생산되었다.

## 특징

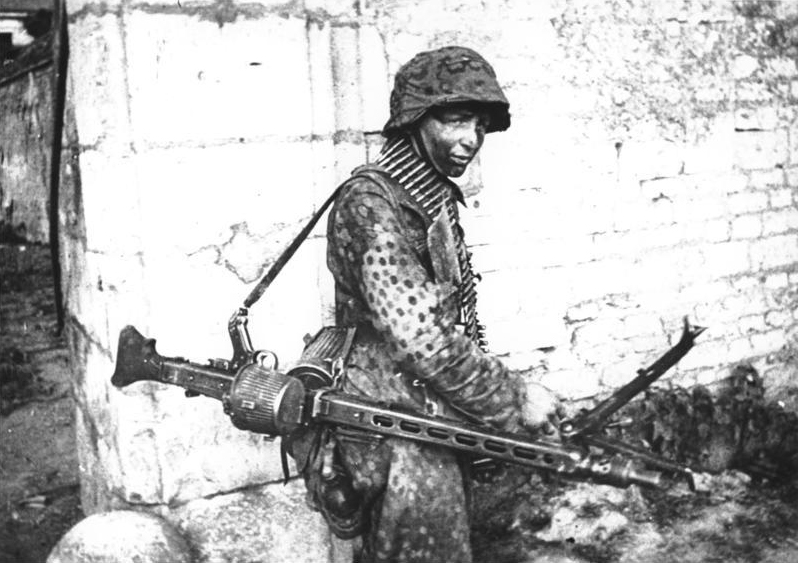
MG 42로 무장한 독일군. 양각대와 50발들이 드럼탄창이 장착된 것을 확인할 수 있다.

독일군의 표준 제식 탄환인 7.92×57mm 마우저 탄을 사용한다. 무게는 양각대를 부착했을 때 11.5kg이며, 대공사격용 삼각대를 부착하면 18kg, 중기관총용 라페테 42 삼각대는 32kg이다. 총신길이는 530mm, 급탄은 50, 75발 또는 250발 탄띠를 사용하며 연발사격만 가능했다. 총구속도는 710m/s, 강선은 사조우선(四條右線)이었다.
MG 42의 가장 큰 특징은 분당 1,500발이라는 어마어마한 발사속도이다. MG 34가 분당 900발을 발사해 당시 비교적 빠른 편이었으나 독일군은 수많은 전투를 치러 오면서 보다 높은 화력이 필요하다고 생각했다. 또 높은 발사 속도가 살상 능력을 높이는 것이 실전에서 증명되었기 때문이다. 병사가 사격을 하는 동안에 조준을 하기 때문에 시야가 좁아진다. 대부분의 병사들은 급박한 실전 상황에서 그 좁은 시야를 오래 유지하지 못하기 때문에 그 짧은 시간에 많은 탄환을 발사하면 전투력은 향상된다.
이것이 MG 42에 적용되어 발사속도를 더욱 향상시켰으며 최대 발사속도를 1,500발/분까지 가능케 했다. 평균적으로 분당 1,500발로 되어 있긴 한데, 노리쇠 뭉치의 무게를 조절하면 발사속도가 상승했다. 당시 영국의 비커스(Vickers) 기관총의 발사속도가 분당 600발이었다는 사실을 보면 이것은 어마어마한 수치다. 이렇게 MG 42는 파괴적인 무기임에 틀림없었다. 탄환을 너무 빨리 소비해버리는 문제가 있었으나 탄약을 추가로 소지해 탄환 소비를 뒷받침하였다.
MG 42는 MG 34의 탄창을 거의 그대로 사용했다. 벨트는 메탈 링크식으로 한 줄이 50발이다. 이것을 내장하는 드럼탄창이나(탄창에 특별한 기구는 없고, 원통형의 빈 상자), 250발 탄 수납 상자가 공급되었다. 이 외, 공군용으로 MG 15 등에 사용되던 서들식(탄을 태엽으로 감아 공급해주는) 75발들이 더블 드럼탄창이 있었다. 이것을 사용하기 위해서는 일부의 부품을 교환해야 했다. MG 34에서 보여준 메탈 링크 'Gurt 33/41'도 MG 42에 바로 적용되었는데, 이것으로 보다 효율적인 탄환 이용이 가능해졌다.
분당 1000발이 넘어가면 인간의 귀로는 개개의 탄환이 발사되는 소리를 식별할 수가 없었기 때문에 거의 천을 찢는듯한 소리로 느껴지게 된다. 덕분에 MG 42는 '히틀러의 전기톱'(Hitler's buzzsaw), '히틀러의 지퍼'(Hitler's zipper), '뼈톱'(Bonesaw) 등의 별명으로 불리게 되었다. 영국에서는 '스팬다우'(Spandau)라고 불리기도 했는데, 이는 MG 42에 새겨진 문자로 MG 42가 생산된 독일 베를린(Berlin) 소재의 공장 이름을 의미한다.

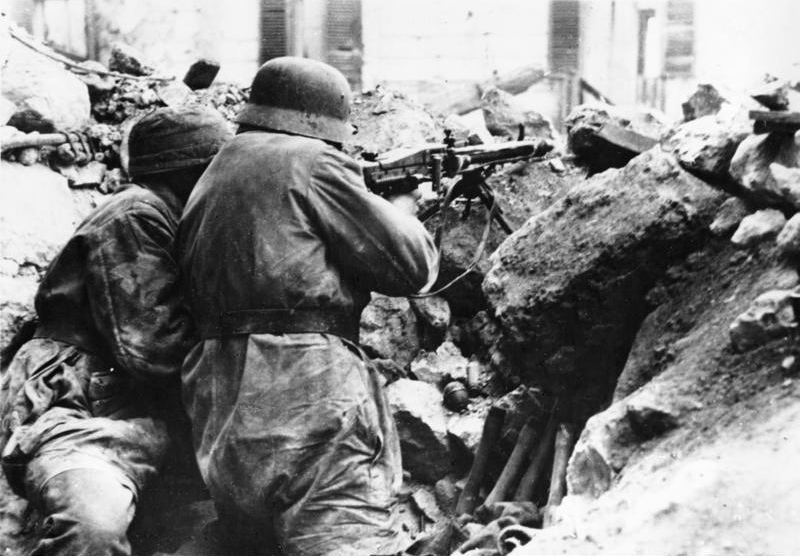
몬테카지노 전투에서 MG 42 기관총을 발사하는 독일군 공수부대(Fallschirmjäger[팔쉬름예거]).

MG 42의 화력은 무시무시해서 연합군에게 MG 42 기관총은 공포의 대상이 되었다. 심지어 미 육군은 MG 42의 영상이 담긴 필름을 교육자료로 활용하여 병사들이 전장에서 MG 42를 마주쳤을때의 정신적 충격을 최소화하기 위해 애썼다. 이렇게 MG 42는 독일군부의 기대 이상으로 우수한 성능을 발휘했고 모든 전선의 독일군으로부터 사랑과 신뢰를 받았던 동시에, 모든 전선의 연합군에게 공포와 증오심을 받는 기관총이 되었다.
MG 42의 높은 발사속도는 그만큼 많은 탄환이 소비되었고, 총신은 MG 34보다 가벼웠으며 외부에 상당부분이 개방되어 총신 냉각 능력이 높은 편이었지만 높은 발사속도 때문에 필연적으로 총열의 과열을 유발했다. 그 대신 총신을 교환하기 위해 복잡한 작업을 거쳐야 했던 MG 34에 비해 MG 42는 레버를 잡아당기는 것으로 총신을 교체할 수 있었기 때문에 숙련자는 단 몇 초 내에 교체할 수 있었다.
총신 교체방법은 총의 우측에 총신 부분을 덮고 있는 덮개의 고정용 레버를 열어 덮개를 연다. 이 단계에서 덮개 쪽에 물린 총신 같이 튀어나오게 되고 그러면 이렇게 옆으로 툭 튀어나온 총신을 빼내고 새 총신으로 갈아 넣은 후, 덮개를 닫고 레버로 고정시키면 총신 교환이 끝난다. 이전의 MG 34와는 비교가 안 될 정도로 간단하고 신속했다. 일반적으로 총신교환은 3~7초 만에 할 수 있으며 총신과 노리쇠 뭉치 교환은 25~30초에 가능하다. 사실 MG 42는 제2차 세계 대전에 사용된 기관총들 가운데서 가장 빠르고 간단하게 총신을 교환할 수 있었다.
총신교환이 그렇게 중요한 이유는 총신은 총의 생명에 큰 관계가 있기 때문이다. 과열되는 것 자체는 큰 문제가 아니지만 그 과열로 때문에 총신이 손상되는 것이 문제이다. 총신 끝부분이 손상되어서 명중률이 떨어지거나, 총신이 녹아서 휘어버리는 수도 있고, 더욱 심한 경우에는 총신뿐만이 아니라 총열 덮개까지 녹아서 서로 눌러 붙어 아예 총을 못 쓰게 되는 경우도 있다. 과열된 총신은 마모를 막기 위해서 250발마다 교환할 필요가 있었으므로 기관총 부대는 항상 예비의 총신을 가지고 다녔다.

## 운용
다목적 기관총 MG 34과 마찬가지로 MG 42도 다목적 기관총의 역할을 훌륭히 수행해 냈다. 양각대를 장착한 MG 42는 경기관총으로 이용되었다. MG 34와 공용인 양각대는 용도에 따라 기관총의 총구 부분이나 중앙 부분에 연결하였다.

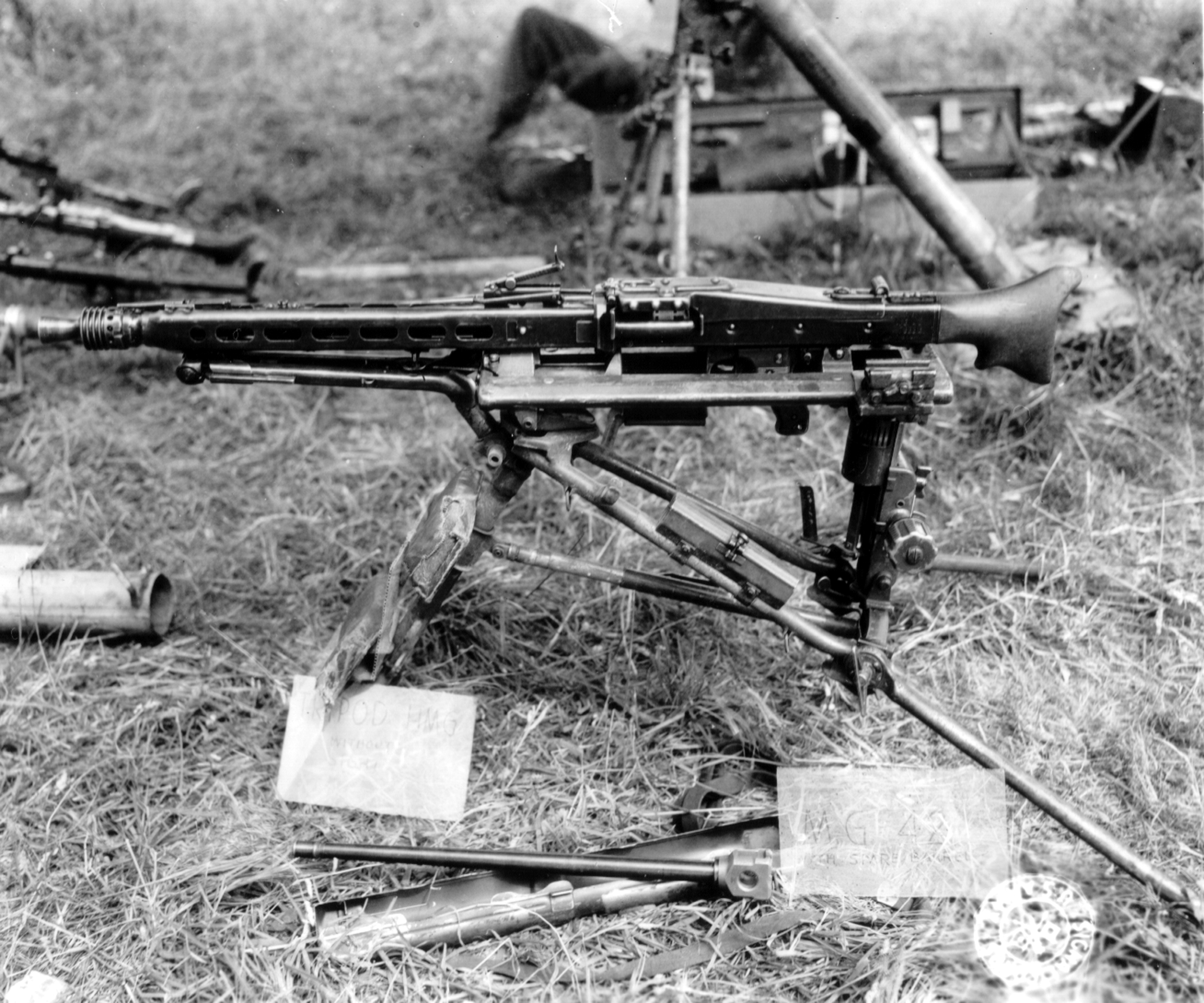
라페테 42 삼각대와 MG42.

중기관총, 고정식 화력지원으로 사용하는 경우 20.5 kg 무게의 라페테 42 삼각대를 받쳐 사용하였다. 라페테 42 삼각대는 라페테 34와 함께 매우 쓰임새 높은 삼각대였다. 원격방아쇠와 장거리 조준기(배터리를 넣으면 야간사격용 십자선에 불이 들어온다)가 장착되어 있었다. 게다가 대공기관총으로도 바꿔서 사용할 수 있었다.
이렇게 MG 42는 MG 34처럼 1~2인으로 조작 가능했고 1개 분대에 1정이 지급되었으며, 경기관총 또는 분대지원화기로 사용될 뿐 아니라 삼각대 위에 얹으면 중기관총, 대공 조준장치를 부착하여 대공기관총으로 전차와 장갑차에 탑재되어 차량 탑재 기관총으로도 활용 가능한 다용도 기관총(GPMG)이다. 이것은 최고의 장점중 하나로 손꼽힌다.
교범에 따르면 MG 42는 사수와 장전수(겸 총열교환수), 관측수의 세 사람에 의해 운용된다. 보통 사수는 병사나 사관후보(Unteroffizier)가 담당하였다. 세 사람은 완전히 엎드린 상태에서 끊임없이 사격할 수 있었다. 영국과 미국은 병사들은 총신을 교환할 때 재빠르게 돌격할 것으로 교육했지만, 총신교환은 단 몇 초만에 이루어지기 때문에 사실상 공격할 틈이 없었다.

## 전쟁 말기의 기관총
광대한 서부전선과 동부전선에서 전투를 수행한 독일군은 기관총 부족을 겪게 되었다. 제공권을 빼앗긴 상태에서 MG 42 생산 공장들이 파괴되어 MG 42 의 생산량이 감소했기 때문에 MG 34의 생산도 계속 진행되었다. 따라서 당초의 목표와 달리 MG 42가 MG 34에 대신해 완전히 교체 될 수 없는 상태에서 종전을 맞이하게 되었는데 종전까지의 MG 42의 총생산 수는 40만 정 이상이다.
1944년 물자가 부족해진 독일은 MG 45(MG 42V)를 만들었다. 이 기관총은 저급의 강철로도 제작할 수 있었으며 무게는 9 kg으로 감소하였다. 발사속도는 이전보다 더 증가되었는데, 리코일 부스터(Ruckstossverstarker)가 채용되 1,800~2,000발이라는 경이로운 수치를 기록했다. 1944년 6월 시험 이후 단 10정만이 만들어졌다. MG 42V는 전후 헤클러&코흐(Heckler & Koch)사에서 지연식 블로우백 시스템을 개발하는데 영향을 미쳤다.

## 전쟁 후 영향
MG 42는 제2차 세계 대전에서 연합군에게 가장 많은 피해를 준 무기 가운데 하나라는 평가를 받는다. 그 유명한 노르망디 오마하 해변 상륙작전에선 MG 42가 연합군에 치명적인 손상을 입힌 것은 당당히 말할 수 있는 사실이다. 이 오마하 해변 상륙작전 당시 MG 42가 무려 연합군 3,000명을 죽였다. 이렇게 MG 34와 함께 독일군의 주력 기관총으로 활약한 MG 42는 제2차 세계대전 이후 현대 기관총 개발에 하나의 모범이 되며 세계 각국에서 장기간 운용되었다.
실제로 미군은 2차대전 당시 MG 42의 강력한 성능에 자극받아 노획한 MG 42를 본국에 가지고 돌아가 자국의 30-06(7.62×63mm) 스프링필드 탄환을 사용하는 새로운 경기관총으로 만들려는 시도를 한 바가 있었다. 제식탄인 7.62mm탄에 맞게 개조해 테스트하기 위해 제너럴 모터스社의 자회사인 총기회사 섀기노우社에 의뢰하였다. T24로 명명된 이 기관총은 탄환을 변경하는데 6개월이 넘게 걸렸으며 이것도 제대로 만들지 못해 스프링필드 조병창에서 완성시켰다. 게다가 설계 시점에서부터 결함이 있었다.
가장 큰 이유는 무성의함으로, 독일군의 7.92mm 마우저탄은 미군의 30-06탄보다 탄피 길이가 6mm 짧은데 미터법으로 설계된 치수를 인치법으로 바꾸면서 변환된 치수를 제대로 수정하지 않았다. 게다가 기관총이 견디기에는 탄피의 폭발력이 너무 강력하여 결국 폐기되었다. 그러나 이후 MG42의 벨트식 급탄 구조는 M60 기관총의 개발에 그대로 적용되었다.
나치 독일의 패망 뒤로도 MG 42의 계보는 그대로 이어져 MG1으로 계승되었으며, 이후 개량을 거쳐 MG2와 MG3으로 이어졌다. 2차대전 후에는 재무장이 된 서독에서 MG42가 배치되었지만 NATO 탄인 .308(7.62mm×51)탄을 사용해야 했다.
라인-메탈社가 변경을 맡아 MG42를 바탕으로 .308구경으로 재설계하여 1959년에 완성되어 대를 이었고, MG42/59라는 이름으로 MG1라고 명이 주어졌다. 그 후 MG1에 부분적인 개량으로 MG1A1, MG1A2, MG1A3 가 등장했고. 2차대전 당시 재고로 남은 MG 42들을 308구경으로 개조하여 MG2라는 명이 주어졌다.
테스트 결과 서독군 제식이 된 것은 MG1A3이었고 현재 독일 연방군이 제식으로 하고 있는 것은 MG1A3을 바탕으로 미군 및 NATO 표준의 분리식 금속 링크 M13와 독일 독자적인 연결식 금속 링크 DM1을 양용할 수 있도록 개량된 것이 MG3이다.
MG3은 현재 퇴역 분위기지만 냉전시대를 거쳐 현재까지 많은 국가에서 사용되고 있다. 여러 나라에서 라이센스 생산되고 있어 그 나라 독자적인 개량형을 만들고 있는 나라도 있다. 전후 MG3 또는 개량형을 채용한 나라로서 독일, 오스트리아, 이탈리아, 덴마크, 스페인, 포르투갈, 노르웨이, 그리스, 터키, 파키스탄, 이란, 수단, 칠레 등을 들 수 있다. 유고슬라비아는 MG42의 라이센스를 구매하여 Sarac M53이라는 이름으로 생산, 사용하고 있으며 제2차 세계대전 당시의 7.92 x 57 mm 구경을 그대로 유지하고 있다. 스위스의 MG 710, MG42/59 또한 MG42의 모방에 가깝다.
MG3는 MG 42과 비교하면, 구경이 다른 이외는 구조, 외관 모두 대부분 변함없는 채 현재도 사용되고 있어 60여 년 전의 MG 42의 설계가 매우 우수했던 것과 독일의 높은 군사기술 능력을 보여준 무기였다는 사실을 증명하고 있다. MG 42는 기관총의 모범이 되었기 때문에 지금 많은 나라에서 제식화된 기관총의 바탕은 모두 MG 42를 기본으로 했다 해도 지나친 말이 아니다.
특히 미군의 M60 기관총은 MG 42의 다목적기관총 개념을 강하게 인식해 받아들였고 이렇게 제작한 M60은 제2차 세계 대전의 독일군 공수부대용 FG 42 자동소총과 MG 42 기관총이 섞인 총이다. 시제버전으로 T44가 등장했고 그 개량버전이 M60이다. 작동방식은 회전 노리쇠를 사용하는 가스압 작동식으로 FG 42와 매우 비슷하고, 급탄시스템은 MG 42와 같다는 것을 알 수 있다.

## 대중 문화
- 콜 오브 듀티: 월드 앳 워에서 나치 독일군의 주력 기관총으로 등장한다.

- 로블록스에 제 2차 세계 대전을 배경으로 한 FPS 게임에서 나치 독일군과 그외에 많은 병사들이 사용하는 기관총으로 등장한다.

- 배틀그라운드와 모바일 배틀그라운드에서 변형인 MG3가 등장한다.
- 월드 오브 탱크 블리츠에서, 헤처 구축전차 위에 기관총이 설치되어 있다. (장식용)

## 같이 보기
- MG 3
- MG 34
- MG 710